# Fort Boyard
Fort Boyard este o emisiune concurs creată în Franța de Jacques Antoine și difuzată prima dată pe 7 iulie 1990. Varianta românească a emisiunii a fost creată de televiziunea Pro TV, primul episod fiind difuzat pe 1 octombrie 2017.
Emisiunea este filmată în fortăreața cu același nume aflată pe coasta de vest a Franței. Concurenții care participă au de îndeplinit diferite provocări pentru a câștiga un premiu în bani. Majoritatea probelor sunt obstacole fizice și de anduranță. 
Deoarece primele cinci episoade nu au făcut audiența scontată de Pro TV, celelalte două episoade filmate nu au mai fost difuzate în prime-time, fiind scoase din grilă și transmise ulterior.

## Personajele din Fort

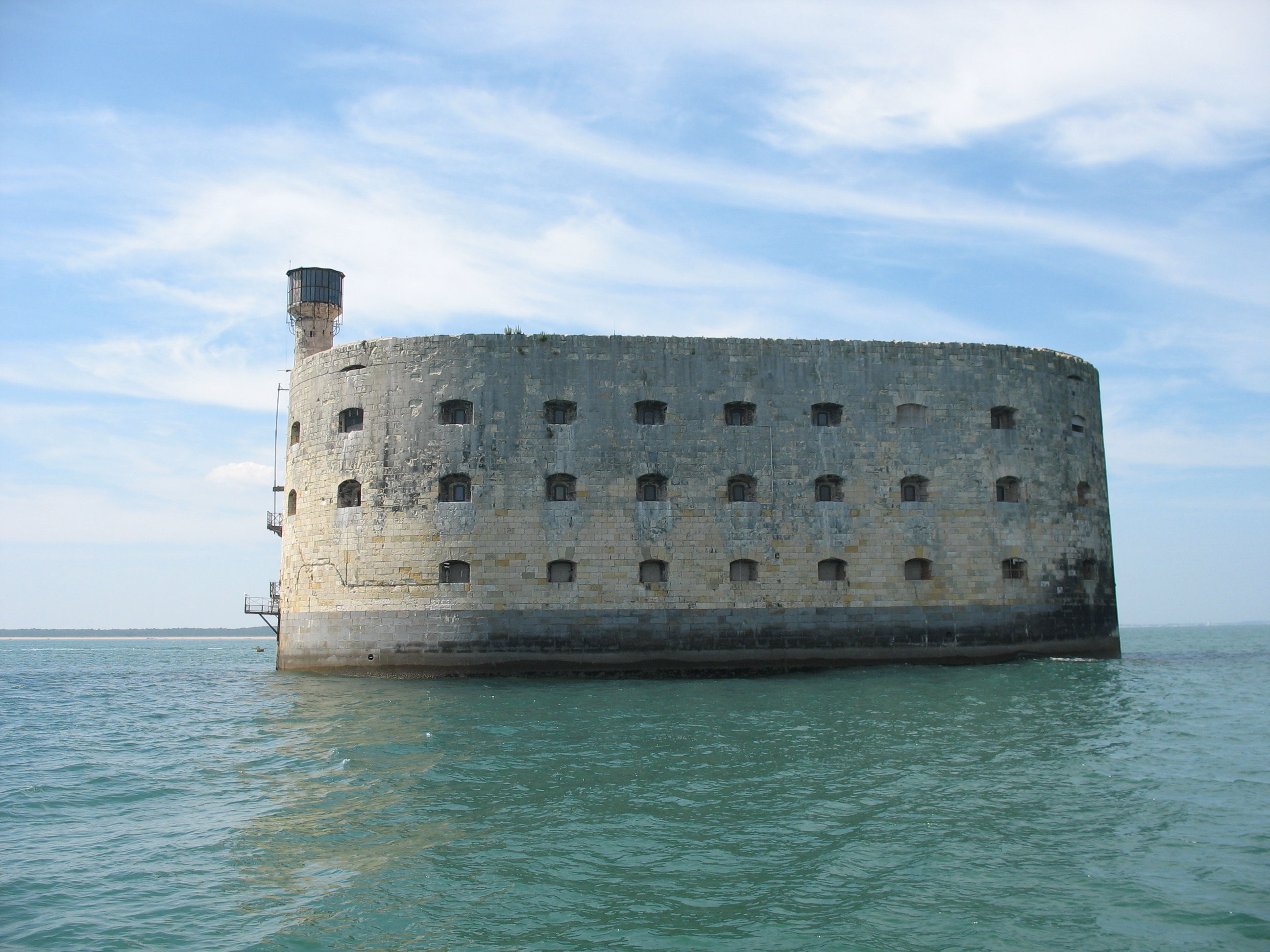
Fort Boyard, locul acțiunii

Pere Fouras (interpretat de Marius Manole) - este „Paznicul Fortului”, cel care apără comoara și stabilește provocările pe care echipa trebuie să le treacă pentru a câștiga. Este un personaj sarcastic, dur, care simte o bucurie excesivă atunci când concurenții ratează diferitele probe.
Passe-Partout și Passe-Temps - ghizii Fortului, cei care păstrează cheile fortului, conduc concurenții de la o probă la următoarea și țin legătura între Moș Fouras, concurenți și prezentatori.
Chef Sadique - bucătarul specializat în tot felul de delicatese, care mai de care, mai putrezite, mișcătoare și mirositoare.
Felindra - îmblânzitoarea tigrilor din fortăreață care apără camera comorilor.
Lady Boo - luptătoarea care păzește comoara ascunsă între zidurile Fortului.

## Format
O echipă de prieteni intră în Fort cu intenția de a câștiga cât mai mulți boyarzi (moneda din interior). Pentru a face asta, concurenții trebuie să treacă cu bine de seria de provocări lansate de Moș Fouras. 
Concurenții au de trecut prin două faze, prima în care luptă pentru recuperarea unor chei care să deschidă poarta spre camera comorilor, a doua fază în care caută indicii pentru descoperirea cuvântului cheie care deblochează comoara.

### Faza întâi
Concurenții au la dispoziție 50 de minute pentru a câștiga între cinci și nouă chei. Acestea sunt folosite pentru a deschide Camera Comorii, o sală aflată în centrul Fortului, în care este ținut aurul.
Provocările care trebuie trecute pentru recuperarea cheilor se desfășoară în diferite cămăruțe aflate în Fort, dotate la intrare cu o clepsidră care dă concurentului timpul limită pentru trecerea probei (între două și trei minute, depinde de dificultate). Dacă nu concurent nu reușește să plece din cameră înainte de expirarea timpului, atunci este blocat și apoi dus în închisoarea Fortului, neavând dreptul de a mai participa în concursurile pentru recuperarea cheilor și rămâne astfel închis până la încheierea Fazei întâi.
Odată ce participanții încheie Faza întâi, fac un drum spre Camera Comorii și introduc cheile obținute în încuietorile porții care astfel este deblocată. Însă poarta va fi deschisă doar mai târziu în emisiune.

### Faza doi
Participanții trebuie să descopere trei indicii pe baza cărora să afle cuvântul cheie. Spre deosebire de prima fază, provocările de aici sunt mai mult axate pe depășirea unor temeri fizice sau psihice ale concurenților (sărituri de la înălțime, parcurgerea unor camere cu insecte sau reptile, etc.). Fiecare probă are ca și în prima fază o durată limită pentru completare, de asemenea între două și trei minute. Cuvintele cheie sunt scrise pe bucățele de hârtie aflate în cartușe umplute cu praf de pușcă, acestea explodând dacă participantul nu ajunge la ele în timp util. Spre deosebire de prima fază, concurenții nu sunt încuiați dacă depășesc perioada alocată.

### Camera Comorilor
Camera Comorilor este locul final de desfășurare a competiției, locul unde se află aurul Fortului și care este păzit de tigri.
Concurenții au la dispoziție trei minute de la sunetul unui clopoțel și startul deschiderii porții să găsească un cuvânt cheie, să-l formeze pe alfabetul din sală și, dacă este cuvântul corect, să adune cât mai mulți dintre banii care cad în lăcașul special. Când mai rămân 30 de secunde dintre cele trei minute, clopoțelul sună din nou, anunțând startul coborârii porții.
Dacă cele trei indicii obținute în faza a doua nu sunt suficiente pentru depistarea cuvântului cheie, atunci unul dintre concurent se poate „sacrifica”, obținând un nou indiciu, dar fiind blocat pe perioada în care ceilalți adună banii.
Concurenții trebuie să scrie cuvântul cheie pe alfabetul aflat pe podeaua sălii comorilor, stând pe literele corespondente ale cuvântului și folosind ghiulele de tun dacă nu sunt suficienți concurenți. După compunerea cuvântului, Felindra rotește statuia care semnifică un cap de tigru, iar dacă este corect cuvântul, atunci aurul este eliberat. Concurenții trebuie să mute cât mai mult într-un vas aflat în afara sălii comorilor. În cazul în care un concurent rămâne în sala comorilor înainte de închiderea porții, banii sunt pierduți.
Dacă nu este ghicit cuvântul cheie, atunci aurul nu este deblocat, în schimb începe să se închidă poarta, concurenții fiind obligați să părăsească rapid sala și încheie concursul fără să câștige vreun boyard.
Banii câștigați sunt cântăriți și transformați într-o sumă în euro. Concurenții primesc jumătate din acea sumă, iar cealaltă jumătate este donată în scopuri caritabile.

## Episoade
| No. | Data difuzării    | Numele echipei         | Participanți                                                                      | Suma câștigată |
| --- | ----------------- | ---------------------- | --------------------------------------------------------------------------------- | -------------- |
| 1   | 1 octombrie 2017  | Olimpicii              | Sandra Izbașa, Mihaela Rădulescu, Adrian Nartea, Vlad Logigan, Corina Bud         | 10.160 Euro    |
| 2   | 8 octombrie 2017  | Neînfricații           | Mihai Rait, Elena Lasconi, Andreea Antonescu, Mircea Zara, Ciprian Șchiopu        | 14.850 Euro    |
| 3   | 15 octombrie 2017 | Dubioșii               | Giani Kiriță, Claudia Pavel, Lia Bugnar, Kamara, Ionuț Atodiresei                 | 6.390 Euro     |
| 4   | 22 octombrie 2017 | Liceenii rock and roll | Răzvan Fodor, Andreea Ibacka, Ionuț Iftimoaie, Jorge, Roxana Vancea               | 7.560 Euro     |
| 5   | 29 octombrie 2017 | Cinci ca unul          | Anna Lesko, Cornel Ilie, George Vintilă, Cosmina Păsărin, Andrei Stoica           | 6.350 Euro     |
| 6   | 24 decembrie 2017 | Muschetarii            | Vasile Calofir, Ruby, Roxana Ionescu, Cătălin Moroșanu, Sonny Flame               | 9.430 Euro     |
| 7   | 31 decembrie 2017 | Tatuații               | Bogdan Vlădău, Doinița Oancea, Simona Pope, Samuel Le Torriellec, Cristian Mitrea | Necunoscută    |